# Gordon Howard, V conte di Effingham
Gordon Howard (18 maggio 1873 – 7 luglio 1946) è stato un nobile britannico.

## Biografia
Era figlio di Frederick Charles Howard e nipote di Henry Howard, II conte di Effingham.
Ereditò la contea di Effingham nel 1927 dal cugino Henry Howard, IV conte di Effingham. Prima della successione Howard era un commerciante d'arte in New York.
Sposò Rosamond Margaret Hudson nel 1904, da cui ebbe due figli:
- Mowbray Howard, VI conte di Effingham (1905–1996);
- John Howard (29 dicembre 1907 – 24 aprile 1970).

La coppia divorziò nel 1924 ed Howard si risposò con Madeleine Foshay.